# Empanada de lacayote
La empanada de lacayote, también conocida como empanada blanqueada, es un bocadillo típico de la gastronomía boliviana, en particular de Tarija. 

## Ingredientes y consumo tradicional
Las empanadas de lacayote están hechas de harina de trigo, azúcar impalpable, huevos, mantequilla, polvo de hornear, leche, lacayote, canela, uvas pasas, nueces y limón. Las empanadas tienen relleno de dulce de lacayote y están cubiertas por una capa blanca de batido de huevo con limón.
En Tarija se venden tradicionalmente al pie de la Iglesia de San Roque. En ese lugar, las vendedoras untan las empanadas con el merengue blanco al momento de consumirlas, por lo que este tiene una textura suave y fresca. En otros lugares, las empanadas ya vienen con la cubierta endurecida. Si bien estas empanadas se producen y consumen principalmente en Tarija, llegan a toda Bolivia y también se consumen tradicionalmente durante Semana Santa y en la fiesta de San Roque.
En 2017 el municipio de Padcaya declaró a la empanada blanqueada como patrimonio a través de la Ley Municipal N.° 26/2017.